# Rua Marquês de Itu
Rua Marquês de Itu é uma rua da cidade de São Paulo, localizada nos bairros de  Vila Buarque e Higienópolis, nos distritos da República e da Consolação, no centro da cidade. Tem início na Praça da República, próximo a estação República do Metrô e término na Rua Martim Francisco em Higienópolis. É uma via de sentido único, próximo a Santa Casa de Misericórida de São Paulo. É uma das ruas temáticas da cidade de São Paulo, abrigando diversas lojas especializadas em artes plásticas.

## História
Tem origem no final do século XIX quando aparece em um mapa de Gomes Cardim de 1897 e foi reafirmada no início do século XX, quando a Prefeitura de São Paulo reconheceu todos os logradouros apontados em um mapa da cidade em 1913, criado pelos engenheiros F. Costa e A. Cococi. Assim, através do ato nº 671 de 14/03/1914, o então prefeito Washington Luís decretou a rua Marquês de Itu como oficial. Na época, a rua cruzava a propriedade do Dr. Rego Freitas, antiga Chácara Marechal Arouche Rendon.
Seu nome é uma homenagem ao Marquês de Itu, notável fazendeiro paulista e ex-presidente da província de São Paulo (nomenclatura utilizada na época do Império).

## Comércio
A Rua Marquês de Itu é conhecida por concentrar em seu percurso diversas lojas especializadas em artes plásticas. Atualmente, é comum encontrar lojas específicas para molduras, cavaletes, tintas, materiais para esculpir, entre outros. É também na mesma rua que fica uma das sedes da SP Escola de Teatro, instituição ligada a Secretaria da Cultura do Estado de São Paulo que oferece cursos gratuitos.